# Śledzianów
Śledzianów est un village de Pologne, situé dans la gmina de Drohiczyn, dans le Powiat de Siemiatycze, dans la Voïvodie de Podlachie à l'est de la Pologne.
Selon le recenssement de la commune de 1921, ont habité dans le village 328 personnes, dont 323 étaient catholiques, 6 orthodoxes, 1 grec catholique et 12 judaïques. Parallèlement, 313 habitants ont déclaré avoir la nationalité polonaise, 6 la nationalité biélorusse, 12 la nationalité juive et 1 un autre. Dans le village, il y avait 42 bâtiments habitables.